# 陈慰峰
陈慰峰（1935年11月22日—2009年1月26日），上海人，免疫学家，中国科学院院士。主要从事胸腺内T细胞分化的研究。

## 生平
陈慰峰于1953年考入北京医学院（现为北京大学医学部）医疗系。1958年毕业后留校任教。1980年作为改革开放后中国的首批留学人员前往澳大利亚沃尔特伊丽莎医学研究所（WEHI，Walter and Eliza Hall Institute of Medical Research）任访问学者，1982年获墨尔本大学医学生物学博士学位。1985年任北京大学基础医学院教授。1995年当选中国科学院生物学部院士。
他还曾任中国免疫学会理事长、亚洲－大洋洲地区免疫学会联盟（FIMSA）副主席等职。
2009年1月在北京大学第三医院逝世。